# Zacualpan
Zacualpan est une municipalité de l'État de Mexico, au Mexique. Elle couvre une superficie de 301,47 km2 et compte 14 958 habitants en 2015.